# Jung Ho-yeon
Jung Ho-yeon (tiếng Hàn: 정호연, sinh ngày 23 tháng 6 năm 1994) là một nữ người mẫu thời trang kiêm diễn viên người Hàn Quốc. Cô tham gia làng giải trí vào năm 2010, tham dự Tuần lễ thời trang Seoul trong 2 năm. Cô nổi tiếng sau khi giành giải Á quân cuộc thi Korea's Next Top Model 2013. Năm 2016, cô ký hợp đồng với The Society Management và rời Hàn Quốc để theo đuổi sự nghiệp ở nước ngoài vào năm 2016, và xuất hiện trên sàn diễn quốc tế cho thương hiệu Opening Ceremony trong Tuần lễ thời trang New York. Cô là gương mặt độc quyền của Louis Vuitton vào năm 2016 và được vinh danh là đại sứ toàn cầu của thương hiệu vào năm 2021.
Năm 2020, cô ký hợp đồng làm diễn viên với Saram Entertainment. Cô đóng vai chính Kang Sae-byeok trong phim Trò chơi con mực vào năm 2021, và được các nhà phê bình ca ngợi là ngôi sao đột phá của phim. Với vai diễn trong phim, cô đã giành được Giải thưởng của Hiệp hội Diễn viên Màn ảnh cho Nữ diễn viên chính xuất sắc nhất trong bộ phim truyền hình dài tập

## Tiểu sử
Jung Ho-yeon sinh ra ở Myeonmok-dong, Seoul, Hàn Quốc trong gia đình có 2 anh chị em. Cô tốt nghiệp Đại học Nữ sinh Dongduk, nơi cô theo học chuyên ngành người mẫu.

## Sự nghiệp

### Người mẫu
Cô bắt đầu sự nghiệp người mẫu tự do của mình tại Tuần lễ thời trang Seoul trước khi ký hợp đồng với ESteem Models và tham gia mùa thứ 4 của chương trình Korea's Next Top Model vào 2013, nơi cô giành danh hiệu Á quân. Sau chương trình đó, cô đã xuất hiện trên các tạp chí như Vogue Girl Korea, Nylon Korea và ELLE Wedding. Cô cũng được giới thiệu trên tạp chí First Look Hàn Quốc cùng với Shin Hyun-been và Hwang Hyun-soo cũng như chiến dịch cho Lucky Chouette.
Jung HoYeon ra mắt khán giả quốc tế với tư cách độc quyền của Louis Vuitton (2016). Trong mùa đó, cô đã làm người mẫu cho Marc Jacobs, Fendi, Max Mara, Alberta Ferretti và Rag &amp; Bone . Cô đã bước chân lên sàn diễn của Jeremy Scott, Tory Burch, Topshop Unique, Lanvin, Dolce & Gabbana, Missoni, Bottega Veneta, Emilio Pucci, Chanel, Miu Miu, Giambattista Valli, Prabal Gurung, Jason Wu, H&M, Jacquemus, Burberry,...
HoYeon đã đóng quảng cáo cho "Let's Beauty Together" của Sephora Chanel, Gap, Inc., Hermès, và Louis Vuitton.
Cô được lên trang bìa tạp chí Vogue Japan, Vogue Korea, W Korea, và Harper's Bazaar Korea. Ngoài ra, HoYeon còn xuất hiện trên các bài xã luận của Vogue, British Vogue, Dazed, Love Magazine, CR Fashion Book, và Into the Gloss.

Năm 2017, Models.com đã bình chọn cô là "Tân binh hàng đầu" và "Người mẫu của năm".
Jung Ho-Yeon chia sẻ
Vào tháng 10 năm 2021, cô được bổ nhiệm làm Đại sứ Toàn cầu của Louis Vuitton. Nói về nguyên nhân lựa chọn ngôi sao Squid Game cho vị trí đại sứ toàn cầu này, đại diện Louis Vuitton cho biết: "Jung Ho Yeon là sự hiện thân hoàn hảo của một người phụ nữ Louis Vuitton độc lập. Cô ấy sẽ tiếp tục hành trình với thương hiệu của chúng tôi sau lần sải bước tại runway năm 2017". Cô trở thành gương mặt mới cho chiến dịch quảng bá toàn cầu có tên Adicolor của Adidas Originals cùng năm. Cô xuất hiện với tư cách gương mặt trang bìa cho tạp chí thời trang Vogue Mỹ số tháng 2/2022. Không những trở thành nhân vật ảnh bìa, cô còn được Vogue Mỹ ưu ái dành cho một bài phóng sự dài về chân dung cũng như sự nghiệp đầy thú vị của cô. Tại đây, nữ diễn viên trải lòng về những thử thách khi theo nghề người mẫu và hành trình "vươn ra biển lớn", được đặt chân đến những tuần lễ thời trang quốc tế danh giá bậc nhất.

### Diễn xuất
Năm 2021, cô lấn sang lĩnh vực diễn xuất khi đóng vai nữ chính Kang Sae-Byeok trong loạt phim Trò chơi con mực của Netflix. Đạo diễn Hwang Dong Hyuk cho biết, ông đã mời nhiều diễn viên thử sức với vai Sae-Byeok nhưng phải tới khi gặp Jung Ho-Yeon, ông mới hài lòng "Đến khi nhìn thấy đoạn băng tự quay của Jung Ho Yeon, tôi biết mình đã tìm được Sae Byuk tôi mong muốn", ông nói.
Jung Ho-Yeon cho biết, cô nhận được tin đạo diễn Hwang Dong Hyuk tìm diễn viên đóng phim Squid Game khi đang ở Mỹ tham gia trình diễn tại Tuần lễ thời trang New York. Không thể trở về Hàn Quốc để thử vai, cô đã quay rồi gửi một đoạn video độc diễn về Hàn Quốc cho ê-kíp phim Squid Game. Khi đạo diễn Hwang Dong Hyuk thông báo muốn gặp cô để thảo luận về vai diễn, Jung Ho Yeon mới từ Mỹ về Hàn Quốc. Sau khi bộ phim được công chiếu, lượt theo dõi trên Instagram cá nhân của cô đã tăng nhanh chóng. Cô cho biết đã học cách diễn xuất để đóng vai Sae-byeok bằng cách luyện tập phương ngữ Hamgyŏng của nhân vật với những người đào tẩu thực sự của Triều Tiên, xem phim tài liệu về những người đào tẩu Triều Tiên và học võ thuật "Tôi đã xem khá nhiều tài liệu. Tôi cũng tập nói để có giọng điệu chân thật trong phim. Tôi đã học với giáo viên. Hơn tất cả, tôi tin mình có thể nhận được vai diễn này mà không có khó khăn gì bởi tôi cũng giống cô ấy". Cô cũng dựa trên cảm giác cô đơn của chính mình khi làm người mẫu ở nước ngoài để xây dựng nhân vật, và viết nhật ký hàng ngày từ góc nhìn của nhân vật của cô ấy "Năm 2016, tôi từng rời Hàn Quốc sang nước ngoài theo đuổi công việc người mẫu thời trang và tôi đã có nhiều năm sống một mình. Cảm xúc tôi nhận được khi đó cũng rất cô đơn và cảm xúc cô đơn đó được tôi thể hiện trên màn ảnh.", cô nói thêm. Phim giúp cô giành giải "Nữ diễn viên chính xuất sắc nhất trong bộ phim truyền hình dài tập" tại Giải thưởng của Hiệp hội Diễn viên Màn ảnh Hoa Kỳ (SAG Awards). Vai diễn Kang Sae Byeok đã giúp cô đánh bại Jennifer Aniston và Reese Witherspoon của "The Morning Show", Elisabeth Moss của "The Handmaid's Tale" và Sarah Snook của "Succession". Jung Ho Yeon là nữ diễn viên Hàn Quốc thứ hai giành được giải sau Youn Yuh-jung vào năm ngoái. Cùng với Lee Jung-jae đạt giải "Nam diễn viên chính xuất sắc nhất" cho vai diễn trong bộ phim truyền hình dài tập, phim đã làm nên lịch sử khi chương trình trở thành bộ phim truyền hình không nói tiếng Anh đầu tiên giành chiến thắng tại SAG Awards. Cô cũng đã được đề cử cùng với các diễn viên chính cho Dàn diễn viên chính xuất sắc trong phim truyền hình dài tập.
Bản thân cô sau đó ký hợp đồng độc quyền với công ty truyền thông và quản lý tài năng Mỹ Creative Artists Agency (CAA).
Cô xuất hiện trong video âm nhạc "Out of Time" của The Weeknd vào năm 2022, cũng như 2 video âm nhạc của NewJeans được phát hành vào năm 2023. Cô tham gia bộ phim điện ảnh đầu tay với bộ phim The Governesses của hãng A24, do Joe Talbot đạo diễn. Cô cũng sẽ xuất hiện trong loạt phim kinh dị Disclaimer của Alfonso Cuarón với Cate Blanchett. Cô đã tham gia bộ phim sắp tới Hope của Na Hong-jin.

## Hình ảnh công chúng

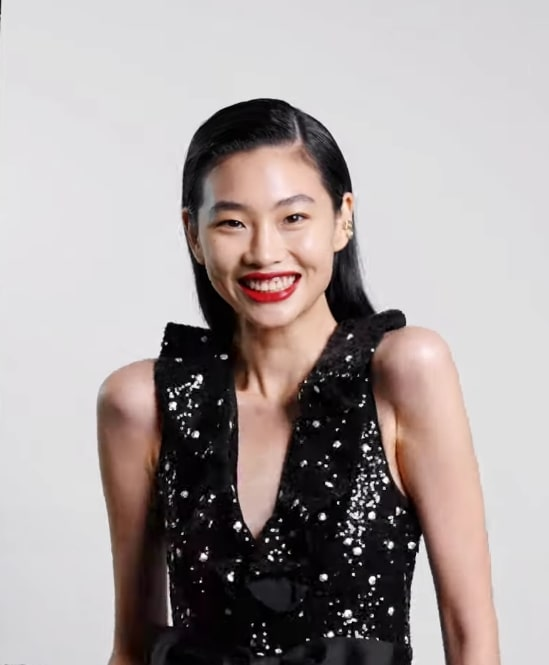
Jung Ho-yeon chụp hình cho tờ Marie Claire Korea năm 2021

Cô được biết đến với mái tóc đỏ rực lúc mới vào nghề và sở hữu tính cách nồng nhiệt. Với những thành công của Jung Ho-Yeon trong lĩnh vực thời trang, truyền thông Hàn Quốc gọi cô là "bảo bối" của ngành thời trang Hàn Quốc. Người đẹp sinh năm 1994  được khen sở hữu gương mặt đậm chất Á Đông, vóc dáng thanh mảnh cùng khả năng trình diễn ấn tượng.
Mô tả về bản thân, cô tự nhận phù hợp với cả ngành thời trang may đo cao cấp và hình thức quảng cáo thương mại.
Tạp chí Vogue đã vinh danh cô là "Thế hệ người mẫu tiếp theo của Hàn Quốc" Cô được bầu chọn là một trong top 50 những người mẫu thời trang bởi models.com.
Trên nền tảng Instagram, Jung Ho-Yeon cũng trở thành nữ diễn viên Hàn Quốc được theo dõi nhiều nhất, vượt qua minh tinh hàng đầu Song Hye Kyo và người đẹp Lee Sung Kyung. Cô làm được điều này chỉ sau lần đầu tiên ra mắt với tư cách diễn viên.
Theo Elle đánh giá, Jung Ho-Yeon hoàn toàn có khả năng tiếp tục tỏa sáng hơn nữa sau khi trở thành đại sứ toàn cầu của Louis Vuitton cũng như trở thành một trong những diễn viên gây chú ý nhất trong năm 2021. Hiện tại, cô chủ yếu hoạt động ở thị trường quốc tế, dưới sự quản lí của nhiều công ty danh tiếng của giới thời trang như Elite Model Management, The Society Management, Nomad Management.

## Danh sách chương trình truyền hình

### Truyền hình
| Năm  | Tên                             | Vai trò        | Kênh    | Chú thích              |
| ---- | ------------------------------- | -------------- | ------- | ---------------------- |
| 2011 | Do-jeon Supermodel Korea, Mùa 2 | Thí sinh       | OnStyle | Bị loại ở vòng casting |
| 2013 | Do-jeon Supermodel Korea, Mùa 4 | Thí sinh       | OnStyle | Đạt giải Á quân        |
| 2021 | Trò chơi con mực                | Kang Sae-byeok | Netflix | Vai chính              |

### Video âm nhạc
| Năm  | Tên                    | Nghệ sĩ      |
| ---- | ---------------------- | ------------ |
| 2013 | "Going Crazy"          | Lee Hyori    |
| 2014 | "Move"                 | Kim Yeon-woo |
| 2014 | "Beat"                 | 100%         |
| 2022 | Out of Time            | The Weeknd   |
| 2023 | Cool With You          | NewJeans     |
| 2023 | Cool With You & Get Up | NewJeans     |

## Giải thưởng và đề cử
| Năm  | Giải thưởng                                | Hạng mục                                                    | Đề cử    | Kết quả   |
| ---- | ------------------------------------------ | ----------------------------------------------------------- | -------- | --------- |
| 2021 | Asia Artist Awards                         | U+Idol Live Popularity Award – Actress                      | Bản thân | Đoạt giải |
| 2021 | Korea First Brand Awards                   | Rookie Actress                                              | Bản thân | Đoạt giải |
| 2021 | Cine 21 Awards                             | Best New Actress of the Year                                | Bản thân | Đoạt giải |
| 2022 | Blue Dragon Series Awards                  | Best New Actress – Television                               | Bản thân | Đoạt giải |
| 2022 | Giải thưởng nghệ thuật Baeksang lần thứ 58 | Best New Actress                                            | Bản thân | Đoạt giải |
| 2022 | Primetime Emmy Awards                      | Outstanding Supporting Actress in a Drama Series            | Bản thân | Đề cử     |
| 2022 | Critics' Choice Super Awards               | Best Actress in an Action Series                            | Bản thân | Đoạt giải |
| 2022 | Director's Cut Awards                      | Best Actress in series                                      | Bản thân | Đoạt giải |
| 2022 | Director's Cut Awards                      | Best New Actress in series                                  | Bản thân | Đề cử     |
| 2022 | Screen Actors Guild Awards                 | Outstanding Performance by an Ensemble in a Drama Series    | Bản thân | Đề cử     |
| 2022 | Screen Actors Guild Awards                 | Outstanding Performance by a Female Actor in a Drama Series | Bản thân | Đoạt giải |
| 2022 | MTV Movie & TV Awards                      | Best Breakthrough Performance                               | Bản thân | Đề cử     |
| 2022 | National Film Awards UK                    | Best Supporting Actress in a TV Series                      | Bản thân | Đề cử     |
| 2022 | 8th APAN Star Awards                       | Nữ diễn viên mới xuất sắc nhất                              | Bản thân | Đề cử     |
| 2022 | 8th APAN Star Awards                       | Nữ diễn viên ngôi sao nổi tiếng                             | Bản thân | Đề cử     |

## Đời tư
Cô và nam diễn viên Lee Dong-Hwi xác nhận đã bắt đầu hẹn hò từ năm 2015 và công khai vào ngày 6 tháng 1 năm 2016. Cặp đôi đã công khai sau khi tờ Dispatch tiết lộ. Giá trị tài sản ròng của cô ước tính là 4 triệu đô la Mỹ vào năm 2021. Đến ngày 26 tháng 11 năm 2024, cặp đôi chính thức đường ai nấy đi. Trong thông báo gửi cho truyền thông, công ty quản lý của Jung Ho-Yeon nói rằng sau chia tay, cặp đôi vẫn giữ mối quan hệ đồng nghiệp tốt đẹp.